# لوسیلاسور
لوسیلاسور (نام علمی: Losillasaurus) نام یک سرده از شاخه طنابداران است.